# Пам’ятник Ходжали (Берлін)
«Ходжали» (азерб. Xocalı abidəsi) — пам’ятник жертвам Ходжалінського геноциду, що розташований у столиці Німеччини Берліні на території читального саду бібліотеки імені Готфрида Бенна в окрузі Штегліц-Целендорф. Авторами пам’ятнику є азербайджанські художники Салхаб Мамедов, Акіф Аскеров та Алі Ібадуллаєв.

## Змалювання
Ініціатором зведення монументу та одним із його співавторів є азербайджанський художник та скульптор Ібрагім Ахрарі, який вже 45 років проживає у Берліні.
В церемонії відкриття 30 травня 2011 року взяли участь глава самоуправління округу Штегліц-Целендорф Норберт Копп, замісник міністра культури та туризму Азербайджану Адалят Велієв, представники азербайджанської діаспори, німецької суспільності, видатні діячи науки та культури Азербайджану та Німеччини. В церемонії виступили радник з питань освіти, культури та сфери обслуговування громадян округу Штегліц-Целендорф Керстін-Ульріх Ріхтер-Котовски, посол Азербайджану у Німеччині Парвіз Шахбазов та автор пам’ятника Ібрагім Ахрарі.